# Général Alcazar (musicien)
Pour les articles homonymes, voir Alcazar et Général Alcazar (homonymie).
Général Alcazar, de son vrai nom Patrick Chenière, est un auteur-compositeur-interprète et guitariste français né le 5 octobre 1950 à Melun et mort d'un cancer à Montpellier le 12 décembre 2013,.

## Biographie
Fils de militaire, Patrick Chenière passe son enfance et le début de son adolescence entre la Nouvelle-Calédonie, Tahiti et Madagascar. Il arrive à Montpellier, dans le sud de la France, vers l’âge de 15 ans, où il commença à jouer vers 1968 avec sa guitare et un harmonica, à la terrasse des bars et restaurants, ainsi qu'à Séte et au Cap d'Agde, avec le surnom de Jimi, car il avait une coupe de cheveux ressemblant à celle de Jimi Hendrix.
Il crée plusieurs groupes éphémères de rock plus ou moins psyché dans les années 1970-80: Vélo Rouge , Indigo blue, Barbelé (pour un unique mythique concert privé à Saint Martin de Ré, le 21 juin 1988), etc, et joue depuis l'âge de 18 ans sur diverses scènes européennes (le Melk Weg à Amsterdam, le Topkapi Palace à Istanbul, etc) avec des musiciens comme l'Art Ensemble of Chicago, Can, etc. Patrick Chenière enregistre sous le nom de Général Alcazar en 1984 un maxi 45 tours Just gettin' back into your heart en anglais, puis publie en 1998 La position du tirailleur, album entièrement écrit en français qui lui vaut la reconnaissance des médias.
Musicien excentrique aux textes mélancoliques et souvent abscons, cyniques et pince-sans-rire, Général Alcazar, excellent guitariste, a le goût des instruments exotiques (ukulélé, bouzouki, mandoline, mélodica...) et une approche populaire de la musique, qui l'ont amené à collaborer avec le Catalan Pascal Comelade, à qui il a consacré une chanson (« L'Homme en noir », sur l'album Des Sirènes et des Hommes), dans le Bel Canto Orchestra.

## Discographie
- 1984: Maxi 45 tours : Just gettin' back into ya heart; XIS production; avec Renaud Duhem (claviers, percus), Denis Fournier (percussions) et Fabrice Pialot (saxo ténor) [5]
- 1992 : Hunting dogs
- 1995 : No comment
- 1998 : La position du tirailleur
- 2000 : Des Sirènes et des Hommes
- 2002 : Le Rude et le Sensible
- 2005 : Les loges de la lenteur
- 2007 : Les singulières
- 2014 : Pour servir